# Pristimantis terraebolivaris
Espèce
Synonymes
- Eleutherodactylus terraebolivaris Rivero, 1961

Statut de conservation UICN

 LC  : Préoccupation mineure
Pristimantis terraebolivaris est une espèce d'amphibiens de la famille des Craugastoridae.

## Répartition
Elle est endémique de la cordillère de la Costa au Venezuela. Elle se rencontre dans les États d'Aragua, de  Carabobo, de Miranda et le District capitale de Caracas entre 300 et 1 200 m d'altitude.

## Description
La femelle holotype mesure 31 mm.

## Publication originale
- Rivero, 1961 : Salientia of Venezuela. Bulletin of the Museum of Comparative Zoology, vol. 126, p. 1-207 (texte intégral).